# Уилямспорт
Уилямспорт е окръжен център на окръг Лайкоминг в щата Пенсилвания, Съединените щати. Населението му е 29 381 жители при преброяването от 2010 г., изчислено на 28 462 жители през 2017 г.
Уилямспорт е главният град на столичния район Уилямспорт, който сам по себе си е част от комбинирания столичен район Уилямспорт – Лок Хейвън.
Буталните авиационни двигатели Lycoming се произвеждат в завода на Williamsport.
Уилямспорт е регистриран като квартал през март 1806 г. и като град през януари 1866 г.

## Бележити личности
- Джоана Хейс (р. 1976), олимпийска шампионка на 100 метра с препятствия през 2004 г.